# Henri-René Lenormand
Pour les articles homonymes, voir Lenormand.
Henri-René Lenormand est un dramaturge et critique dramatique français né et mort à Paris (3 mai 1882 - 16 février 1951).

## Biographie
Fils du musicien René Lenormand, Henri-René Lenormand a épousé l'actrice Marie Kalff qui a créé la plupart de ses pièces à Paris.

### Lenormand et la psychanalyse
Il a été fortement influencé par  la psychanalyse, l'ayant découverte en Suisse, entre 1916 et 1917, lors d'un séjour à Davos. Il avait été réformé pour tuberculose et c'est là qu'il a lu deux auteurs qui marqueront son œuvre : August Strindberg et Sigmund Freud. « Notre monde intérieur, celui des autres, les écrivains, les artistes, un geste, un rêve, un lapsus, nous passions tout au crible de la nouvelle doctrine. » C’est particulièrement dans Le Mangeur de rêves (1919), représenté à Genève puis à Paris en 1922, qu’il se forge la réputation d’un freudien convaincu et qu’il assure la publicité de la psychanalyse, même au-delà de la francophonie. Dans un entretien accordé au journaliste A. Lang en 1921, il s’exprime ainsi : « En France on ne connaît pas Sigmund Freud. Il est traduit et discuté depuis 15 ans en Angleterre et en Amérique, mais en France on ne le connaît pas… Payot a publié une excellente traduction des ouvrages de Freud. On la lira ! Dans 10 ans, la psychopathologie actuelle, transformée par ce maître, sera lettre morte… J’ai la certitude que la pensée freudienne nous enrichira d’un moyen de mieux lire dans l’âme humaine et que c’est une véritable révolution qu’elle prépare. »

### Sous le régime de Vichy
Dans la notice que le site Anonymes, Justes et Persécutés durant la période Nazie dans les communes de France (AJPN) consacre à Moriz Scheyer, une citation de ce dernier mentionne Henri-René Lenormand que Scheyer connaissait de son activité de correspondant à Paris du Neues Wiener Tagblatt. Scheyer, journaliste juif roumain installé à Vienne, s'est réfugié à Paris en 1938 pour fuir les persécutions nazies contre les juifs. Voici ce que dit la notice : 
À Paris, ville qu’il connaît bien pour y avoir été correspondant de son journal au début des années vingt, Moriz Scheyer rencontre Henri-René Lenormand au lendemain de la publication du statut des Juifs (3 octobre 1940) : « Pour tout vous dire, je trouve qu’il [le statut juif] est assez doux », déclare Lenormand à Moriz Scheyer, et celui-ci continue : « Il le trouva tellement doux, ce “statut juif” qu’en signe de reconnaissance, sans doute, pour cette clémence des Allemands envers ses amis juifs, il se mit à écrire article après article dans les pires journaux nazis français. »

### Postérité
Aujourd'hui presque oublié, Lenormand fut un des auteurs les plus célèbres de l'entre-deux-guerres.  Ses pièces furent montées par les plus grands metteurs en scène. Depuis sa mort, la plupart d'entre elles n'ont jamais été rééditées. Le journal d'Arthur Schnitzler permet de penser qu'il a influencé ce dernier pour écrire sa Nouvelle rêvée, dont Stanley Kubrick a fait une célèbre adaptation : Eyes Wide Shut. Au cours de ses dernières décennies, des metteurs en scène tels que Gilles Gleizes et Jean-Louis Benoît ont revisité quelques oeuvres de son répertoire.

## Œuvres

### Théâtre
- 1906 : La folie blanche
- 1909 : Les Possédés, théâtre des Arts
- 1909 : La Grande mort, avec Jean d'Aguzan
- 1911 : Au désert
- 1912 : L'Esprit souterrain, pièce en 3 actes, d'après Dostoievsky
- 1913 : Terres chaudes, mise en scène Charles Dullin, Grand-Guignol
- 1914 : Poussière, mise en scène Firmin Gémier, théâtre Antoine
- 1919 : Les Ratés, mise en scène Georges Pitoëff, Salle communale de Plainpalais
- 1919 : Le temps est un songe, mise en scène Georges Pitoëff, Salle communale de Plainpalais
- 1920 : Les Ratés, mise en scène Georges Pitoëff, théâtre des Arts
- 1920 : Le temps est un songe, mise en scène Georges Pitoëff, théâtre des Arts
- 1920 : Le Simoun, mise en scène Gaston Baty, Comédie Montaigne
- 1922 : Le Mangeur de rêves, mise en scène Georges Pitoëff
- 1924 : L'Homme et ses fantômes, mise en scène Firmin Gémier, théâtre de l'Odéon
- 1924 : À l'ombre du mal, mise en scène Gaston Baty, Studio des Champs-Elysées
- 1925 : Le Lâche, mise en scène Georges Pitoëff, théâtre des Arts
- 1926 : L'Amour magicien, mise en scène Gaston Baty, Studio des Champs-Elysées
- 1927 : Mixture, mise en scène Georges Pitoëff, théâtre des Mathurins
- 1928 : L'Innocente, mise en scène Camille Corney, théâtre Antoine
- 1929 : Une vie secrète, mise en scène Camille Corney, Studio des Champs-Elysées
- 1930 : Le Simoun, mise en scène Camille Corney, théâtre Pigalle
- 1931 : Les Trois Chambres, théâtre Édouard VII
- 1932 : Sortilèges, mise en scène Camille Corney, Studio des Champs-Elysées
- 1936 : La Folle du ciel, mise en scène Georges Pitoëff, Théâtre des Mathurins
- 1937 : Le Simoun, mise en scène Camille Corney, théâtre des Célestins
- 1937 : Pacifique, scènes de la vie polynésienne, théâtre des Ambassadeurs, 13 octobre
- 1952 : Arden de Feversham, mise en scène Gaston Baty, Comédie de Provence Casino municipal d'Aix-en-Provence
- 1988: Le Simoun avec des extraits de Les nègres de Jean Genet, mise en scène Gilles Gleizes à l'Espace Pierre Cardin dans le cadre des journées de présentation de l'Ecole Florent
- 1995 : Les ratés, mise en scène Jean-Louis Benoît, Comédie de Reims, Théâtre de l'Aquarium[4]
- 2008 : Le temps est un songe, mise en scène Jean-Louis Benoît, Théâtre de la Criée , Les gémeaux (Sceaux)[5]
- La Dent rouge
- L'Homme et ses fantômes
- Crépuscule du théâtre
- Asie
- La Maison des remparts
- Terre de Satan

### Œuvres non théâtrales
- L'Armée secrète, suivi de Fidélité, et de Juge intérieur, récits (Gallimard, 1925)
- À l'écart, suivi de Printemps marocain, Le Penseur et la crétine, La Plus malheureuse, et de quelques autres récits (Flammarion, 1926)
- Ciels de Holland, récit de voyage (Flammarion, 1934)
- Les Diables du Brabant, suivi de Les Poissons d'or, et de Les Fugitifs, récits (Nouvelle revue Belgique, 1942)
- Les Pitoëff, souvenirs (Odette Lieutier, 1943)
- Une fille est une fille, roman (Flammarion, 1949)
- Les Confessions d'un auteur dramatique I, souvenirs (Albin Michel, 1949)
- Marguerite Jamois, souvenirs (Calmann-Lévy, 1950)
- Troubles, roman (Flammarion, 1951)
- Les Confessions d'un auteur dramatique II, souvenirs (Albin Michel, 1953)

### Adaptation
- 1936 : Le Merveilleux Alliage de Vladimir Kirchon, mise en scène Georges Pitoëff, théâtre des Mathurins

### Dialogues de film
- 1934 : Amok, film de Fedor Ozep, d'après la nouvelle de Stefan Zweig Amok ou le Fou de Malaisie (1922).